# A World of His Own
"A World of His Own" is een aflevering van de Amerikaanse televisieserie The Twilight Zone.

## Plot

### Opening
The home of Mr. Gregory West, one of America's most noted playwrights. The office of Mr. Gregory West. Mr. Gregory West: Shy, quiet, and at the moment, very happy. Mary: Warm, affectionate.... And the final ingredient: Mrs. Gregory West.
— Rod Serling

### Verhaal
Wanneer ze thuiskomt, ziet Victoria West door het raam haar echtgenoot Gregory, die toneelschrijver van beroep is, samen iets drinken met een blonde vrouw genaamd Mary. Wanneer Victoria echter de kamer binnenstormt om de twee te betrappen, is Mary spoorloos verdwenen.
Gregory verklaart aan zijn vrouw dat hij een unieke gave heeft ontdekt: alles wat hij schrijft op zijn typemachine kan hij omzetten naar de werkelijkheid. Om hetgeen hij heeft gemaakt weer te doen verdwijnen hoeft hij alleen maar het vel papier waar de beschrijving op staat weer te verbranden. Mary was slechts een van zijn creaties en hij heeft haar weer doen verdwijnen vlak voor Victoria binnenkwam. Om zijn verhaal kracht bij te zetten, laat hij een olifant in de gang verschijnen. Gregory had zijn talent ontdekt toen het hoofdpersonage uit een van zijn toneelstukken opeens voor hem stond.
Victoria gelooft er niets van en denkt dat Gregory gek is. Ze maakt bekend hem op te laten nemen in een inrichting. Als reactie hierop haalt Gregory een briefje uit zijn zak waar volgens hem Victoria's beschrijving opstaat. Victoria gooit het papiertje in het vuur om Gregory te bewijzen dat hij gek is, maar terwijl het papiertje verbrandt voelt ze zichzelf opeens onwel worden. Ze kan nog net uitroepen dat Gregory toch gelijk had, en verdwijnt vervolgens in het niets.
Gregory haast zich naar zijn schrijfmachine en begint Victoria's beschrijving opnieuw te typen, maar bedenkt zich dan en verandert haar in Mary. Mary verschijnt en biedt haar "echtgenoot" iets te drinken aan.

### Slot
Het slot van de aflevering is anders dan andere afleveringen. Terwijl Rod Serling begint met zijn slotdialoog, waarin hij de kijker erop wijst dat zoiets in werkelijkheid natuurlijk niet kan, wordt hij opeens onderbroken door Gregory. Deze gooit een papiertje met Rod Serlings naam erop in het vuur, waarna Serling zelf in het niets verdwijnt.

## Rolverdeling
- Keenan Wynn : Gregory West
- Phyllis Kirk : Victoria West
- Mary La Roche : Mary

## Achtergrond
Dit is de enige aflevering van het eerste seizoen waarin Rod Serling zelf in beeld verschijnt en hierbij de vierde wand doorbreekt. Het feit dat hij ditmaal in beeld verscheen voor zijn slotdialoog viel zo goed, dat hij dit in latere seizoenen vaker deed.
De tweede heropleving van The Twilight Zone bevatte een soortgelijke aflevering. Hierin maakt een schrijver van stripromans een perfecte vriendin om hem over zijn schrijversblok heen te helpen.
Het verhaal Word Processor of the Gods van Stephen King volgt een soortgelijke plot.